# François, Deux-Sèvres

François este o comună în departamentul Deux-Sèvres, Franța. În 2009 avea o populație de 901 de locuitori.